# Episodi di Cose da uomini
La prima e unica stagione della serie televisiva Cose da uomini è stata trasmessa dal canale statunitense ABC dal 18 ottobre al 6 dicembre 2011 con la trasmissione di soli 8 episodi su 13 ordinati. I restanti 5 sono stati messi online sul sito della ABC.
In Italia è stata trasmessa a dal 6 aprile 2012 al 29 giugno 2012 su Fox.
| nº | Titolo originale          | Titolo italiano      | Prima TV USA     | Prima TV Italia |
| -- | ------------------------- | -------------------- | ---------------- | --------------- |
| 1  | Pilot                     | Mucho Macho          | 18 ottobre 2011  | 6 aprile 2012   |
| 2  | Finessing the Bromance    | Maschiamente amici   | 25 ottobre 2011  | 13 aprile 2012  |
| 3  | Digging Deeper            | Scavando più a fondo | 1º novembre 2011 | 20 aprile 2012  |
| 4  | Wingmen                   | La spalla perfetta   | 8 novembre 2011  | 27 aprile 2012  |
| 5  | Acceptance                | Farsi accettare      | 15 novembre 2011 | 4 maggio 2012   |
| 6  | High Road is the Guy Road | Il club di scienze   | 22 novembre 2011 | 11 maggio 2012  |
| 7  | Disciplining The Keens    | Tutti a dieta        | 29 novembre 2011 | 18 maggio 2012  |
| 8  | Men and Their Chickens    | Uomini da cortile    | 6 dicembre 2011  | 25 maggio 2012  |
| 9  | Camping                   | Camping              | trasmessa online | 1º giugno 2012  |
| 10 | Fear                      | Paura                | trasmessa online | 8 giugno 2012   |
| 11 | Up All Night              | Notte in bianco      | trasmessa online | 15 giugno 2012  |
| 12 | Letting Go                | Saper rinunciare     | trasmessa online | 22 giugno 2012  |
| 13 | Be Who You're Not         | Chi non è chi        | trasmessa online | 29 giugno 2012  |